# Clubiona yangmingensis
Clubiona yangmingensis este o specie de păianjeni din genul Clubiona, familia Clubionidae, descrisă de Yasaka Hayashi și Yoshida, 1993.
Este endemică în Taiwan. Conform Catalogue of Life specia Clubiona yangmingensis nu are subspecii cunoscute.